# 西大洋州諸語
西大洋州諸語（にしたいようしゅうしょご、または西オセアニア諸語、Western Oceanic languages）は、オセアニア諸語の連鎖言語であり、Ross（1988）によって提案および研究されたものである。これらの言語は、ニューギニアで話されているオーストロネシア語の大部分を構成している。

## 分類
西オセアニア連鎖言語は、3つの副連鎖言語から成り立っている：
- 北ニューギニア諸語
- 中部メラネシア諸語
- Papuan Tip諸語

拡散の中心は明らかにニューブリテン島北岸のウィラウメズ半島付近であった。